# Eleocharis cancellata
Eleocharis cancellata är en halvgräsart som beskrevs av Sereno Watson. Eleocharis cancellata ingår i släktet småsäv, och familjen halvgräs. Inga underarter finns listade i Catalogue of Life.